# Eugen Reuter
Eugen Reuter (* 22. Januar 1885 in Schramberg; † 4. Juli 1955 in Karlsruhe) war ein deutscher Politiker (Zentrum, BCSV, CDU).

## Leben
Nach dem Besuch der Volksschule absolvierte Reuter von 1899 bis 1903 eine kaufmännische Lehre und arbeitete im Anschluss als Angestellter in der Textilindustrie. Daneben engagierte er sich gewerkschaftlich. Von 1908 bis 1919 war er Sekretär des Christlichen Textilarbeiterverbandes in Düsseldorf. Er trat in die Zentrumspartei ein und war von 1919 bis 1933 deren Generalsekretär in Württemberg. Von 1928 bis 1934 war er Stadtrat in Stuttgart. Während und nach der Zeit des Nationalsozialismus war er als Gastwirt und Hotelier in Ötigheim tätig.
Nach dem Zweiten Weltkrieg trat Reuter in die BCSV ein, aus der später der badische Landesverband der CDU hervorging. 1945 wurde er Bürgermeister von Ötigheim und blieb dies bis zu seinem Tode. Von 1946 bis 1947 war er Mitglied der Beratenden Landesversammlung des Landes Baden und von 1947 bis 1952 Abgeordneter des Badischen Landtages.